# Viktor Brod
Viktor Brod (geboren 27. September 1894 in Wien, Österreich-Ungarn; gestorben 22. September 1969  in Wien) war ein österreichischer Schriftsteller.

## Leben
Viktor Brod war der Sohn von Jakob Brod (1857–1929), einem Mitbegründer der Arbeiter-Zeitung, und Betty Brod (1869–1953). Er besuchte das Staatsgymnasium im 6. Wiener Gemeindebezirk und studierte ab 1913 Philosophie, Psychologie und Geschichte an der Universität Wien. Seit 1923 war er mit der Philosophin und Yoga-Lehrerin Susanne Schmida verheiratet.
Brod wurde 1915 als Einjährig-Freiwilliger eingezogen und geriet im März 1915 in Przemyśl in russische Kriegsgefangenschaft, die bis Oktober 1920 andauerte. Nach seiner Rückkehr nahm er das Studium der Philosophie bei Robert Reininger wieder auf, arbeitete bei der Allgemeinen Arbeiter-, Kranken- und Unterstützungskasse in Wien und wurde 1926 mit der Arbeit Der Transformationsgedanke in der Ethik promoviert. Er arbeitete danach als freier Sprach- und Rhetoriklehrer und als Übersetzer. Brod forschte auf philosophisch-soziologischem Gebiet, seine Arbeiten blieben weitgehend unveröffentlicht. Nach dem Anschluss Österreichs 1938 war er, da er mit einer nichtjüdischen Frau verheiratet war, zunächst noch geschützt. Er floh 1942 nach Triest und wurde von den Italienern in das Arbeitslager Ferramonti in Kalabrien deportiert, wo er im September 1943 von der US-Armee befreit wurde, für die er dann als Übersetzer arbeitete. Im September 1945 kehrte er nach Wien zurück und arbeitete wieder als Übersetzer. 

## Schriften (Auswahl)
- Die Ich-Du-Beziehung als Erfahrungsgrundlage der Ethik. München : Ernst Reinhardt, 1967
- Sunna Brod-Schmida (Hrsg.): Was Sprache ist: München : Ernst Reinhardt, 1971
- Benjamin Farrington: Die Wissenschaft der Griechen und ihre Bedeutung für uns : Von Thales bis Aristoteles. Übersetzung aus dem Englischen Viktor Brod. Wien : Neues Österreich, 1947
- John Boyd Orr: Nahrung und Volk. Übersetzung aus dem Englischen Viktor Brod. Wien : Neues Österreich, 1948